# Reino de Bretaña
El reino de Bretaña fue un antiguo reino medieval, situado en la península homónima y parte de Normandía. Existió desde 851, año en el cual el rey de Francia Occidental,  Carlos el Calvo, reconoció al noble bretón Erispoe como rey de Bretaña (tratado de Angers), hasta 939, cuando Alano Barbatuerta (nieto del  último rey de Bretaña) liberó la región de dominio normando y tomó el título de duque. 
Desde ese momento Bretaña se convirtió en un ducado vasallo del rey de Francia hasta su incorporación definitiva al reino de Francia en 1532.

## Origen de Bretaña

### Migraciones britanas (siglos IV-VIII)
Los britanos, habitantes autóctonos celtas de Britania (Inglaterra y país de Gales), habían sido cristianizados por los ocupantes romanos, pero su Iglesia se caracterizó por mantener una organización y rito célticos, no romanos. Los eclesiásticos que tenían importancia no eran todavía los obispos, sino los monjes y abades de los monasterios.
Existe un largo debate sobre los orígenes del pueblo bretón. Tradicionalmente, celtistas como J. Loth, A de la Broderie, P. R. Giot y N. K. Chadwick han defendido que la lengua bretona era fruto de las migraciones britanas a Armórica en el siglo V, mientras que los últimos estudios de Léon Fleuriot, apoyados en parte por los de Falc´hun y cada vez más reconocidos por los expertos, muestran que la lengua bretona procede, y solo en parte, no de una sino de dos olas migratorias britanas a Armórica entre el siglo IV y el siglo VII. Las migraciones de los britanos habrían empezado muchos antes de lo que se pensaba. Ya habían acudido en apoyo de los venetos contra el ejército romano durante la conquista de las Galias por Julio César. Más adelante, una vez romanizados y cristianizados, fueron llamados como tropas federadas para ayudar al Imperio romano a luchar contra las invasiones bárbaras en la futura Normandía y en los países del Loira en 383, y en 407 en el Limes Germanicus, regiones donde quedaron rastros de su presencia en los topónimos locales. Apoyaron también a las tropas romanas para defender Armórica contra los sajones, y se asentaron en núcleos dispersos en regiones que van del Sena al Loira.
La segunda ola de migraciones britanas a Armórica empieza después de 450, se intensifica después de 500 debido al empuje de los sajones en las islas británicas, y seguirá hasta el principio del siglo VII. Contrariamente a las tesis avanzadas por los historiadores de principios del siglo XX, los reinos britanos no se desmantelaron tras la marcha de los romanos de Britania en 410, sino que se mantuvieron y se estabilizaron después de 450 bajo el mandato de Ambrosius Aurelianus, el célebre rey Arturo de la leyenda, con el que se asimila también el jefe bretón Riothamus que destacó luchando en el Bajo-Loira. Entre 463 y 470, la alianza de los britanos y bretones con los romanos se muestra tanto en las islas como en el continente, en la lucha contra los sajones, los francos y los visigodos, y se considera que Ambrosius Aurelianus dominaba un reino que se extendía a ambos lados del canal de la Mancha. De hecho, los intercambios culturales y comerciales en ambos sentidos entre las dos orillas del Canal fueron una constante durante los seis primeros siglos de nuestra era, y por ese motivo es muy probable que los inmigrantes insulares se encontraran en un terreno familiar cuando se asentaron en el extremo occidental de Galia.
El asentamiento de los britanos en Armórica hizo que sus habitantes celtas fueran llamados bretones y se convirtieran gradualmente al cristianismo, ya que por entonces eran paganos en su mayoría. Asimismo dieron nombre a los territorios donde se instalaron, renovando mucho la toponimia local, y difundieron su lengua que, mezclándose con el galo celta hablado desde antes de la conquista romana, daría el idioma bretón.
Una parte de estos britanos habrían llegado también al norte de Galicia, donde habrían fundado la diócesis de Britonia, al norte de Lugo, probablemente en el emplazamiento del monasterio de Santa María de Bretoña. Entre sus obispos destacaría el célebre Mailoc que representó a su diócesis, llamada en latín Britonensis ecclesia (iglesia britana), en el Concilio de Braga del año 572.
Durante el siglo VI, se fundaron obispados bretones bajo la jurisdicción del arzobispo de Tours: en Cornualles, el eremita Corentin (Korentin) fue el primer obispo de Quimper (Kemper-Korentin); en Domnonia hubo tres obispos: en Dol-de-Bretagne, Alet y Saint-Pol-de-Léon.

### Los bretones y los francos merovingios (siglos V-VII)
Entre 484 y 486, los bretones armoricanos lucharon al lado del general romano Afranio Siagrio para contener el avance de los francos merovingios que lograron dominar los territorios orientales de la península de Bretaña: los condados de Rennes y de Nantes, y, en mayor o menor grado, el condado de Vannes. Tras la derrota de Siagrio en la batalla de Soissons en 486, los bretones mantuvieron su resistencia hasta que en torno a 497 firmaron un tratado con Clodoveo, por el cual se prohibía a los nobles bretones usar el título de «rey» y los obligaba a reconocer la supremacía de los francos. Este acuerdo aseguró medio siglo de relaciones pacíficas entre bretones y francos, durante los reinados de Clodoveo y de Childeberto I. Sin embargo, la situación cambió durante el reinado de Clotario I, cuando diversos jefes bretones intervinieron en el conflicto que estalló entre este y algunos miembros de la familia real. Uno de aquellos, Waroc (en bretón Warog o Ereg) consiguió controlar el condado de Vannes, dando origen al "país de Waroc", el Bro-Waroch (o Bro-Erec).

### Era carolingia (siglos VIII-IX)
Tras su acceso al poder en 751, los nuevos reyes francos, los carolingios, tomaron la decisión de someter a las regiones periféricas de su imperio y lanzaron al menos siete invasiones contra los bretones entre 753 y 830. Incapaces de presentar un frente común ante estas incursiones, los bretones optaron por una actitud defensiva hecha de revueltas esporádicas y de sumisiones más o menos fingidas. El Bro-Waroch fue conquistado, y con los condados de Vannes, Rennes y Nantes se formó la Marca Bretona, una zona bajo mandato militar cuyo prefecto más conocido fue el conde Roldán, muerto en Roncesvalles en 778. Las diversas expediciones organizadas durante los reinados de Carlomagno y Ludovico Pío, son un testimonio de que nunca pudieron doblegar del todo a los bretones.
La imposición del poder carolingio pasó también por una estrategia de aculturación. Unos pasajes del Cartulario de Redon indican, a partir de 799, una expansión del sistema judicial franco, al menos en el condado de Vannes. En 818, Ludovico Pío pasó un acuerdo con la abadía de Landévennec para que sus monjes abandonasen sus ritos celtas a favor de la regla de San Benito, a fin de facilitar su integración en la Iglesia imperial.

## Constitución del reino de Bretaña: Nominoe y Erispoe
El hijo y sucesor de Carlomagno, Ludovico Pío, emprendió dos ofensivas contra los bretones, en 818 y en 822, pero decidió cambiar de táctica en el período en el su poder se vio disputado por sus hijos, descontentos con el reparto succesorio del Imperio. Recurrió a una política que sus predecesores ya habían empleado en otras regiones del Imperio, a saber nombrar a un noble local como su representante. En 831, pactó con Nominoe (Nevenoe), un noble bretón posiblemente del condado de Vannes, y le nombró Missus Imperatoris para los territorios bretones. Este cargo le atribuía extensos poderes en materia administrativa, judicial y religiosa, lo que precipitó un proceso de unificación del poder en Bretaña.
Nominoé fue fiel a Ludovico Pío, y después de su muerte en 840 aceptó someterse a Carlos el Calvo. Las relaciones se tensaron cuando Carlos el Calvo nombró a Renaud d'Herbauges conde de Nantes, un título que le disputaba Lambert II de Nantes que consiguió el apoyo de Nominoe. Cuando las tropas de Renaud atacaron las de Nominoe en la batalla de Messac en 843, este se consideró liberado de su compromiso de fidelidad. A fin de someter a Nominoe, Carlos el Calvo entró en Bretaña en 845 con un pequeño ejército pero fue vencido en la batalla de Ballon. Al año siguiente se firmó un tratado de paz, pero las tensiones se reavivaron en la primavera de 849.
Aquel año, Nominoe acusó de simonía a los obispos favorables al emperador carolingio y los sustituyó por unos eclesiásticos de su bando. En 850, tomó la iniciativa y lanzó un ataque militar sobre Angers. El año siguiente, Nominoe conquistó a Carlos el Calvo las ciudades de Rennes y Nantes, pero murió súbitamente el mismo año. Le sucedió su hijo Erispoe que venció las tropas carolingias en la batalla de Jengland en agosto de 851. Esta campaña marcó una evolución de las tácticas bélicas de los bretones: abandonaron las operaciones de guerrilla y tomaron la ofensiva aceptando los enfrentamientos frontales en los que su caballería lograba romper las líneas francas. Por el tratado de paz de Angers, firmado en 851, Carlos el Calvo concedió a Erispoe los condados de Nantes (con el Pays de Retz) y de Rennes, con el título de rey de Bretaña (ya había un rey de Aquitania).

## Consolidación y decadencia del reino de Bretaña

### Salomón
El reino de Bretaña alcanzó su mayor extensión durante el reinado del rey Salomón (Salaün). Primo de Erispoe, llegó al poder en 857 tras haberle asesinado. Heredó un reino en el que los vikingos ya se habían implantado, particularmente desde el año 835 (Nantes fue tomado en 843). Salomón cerró un acuerdo con parte de ellos, y otro con Luis el tartamudo, hijo de Carlos el Calvo, pero manteniendo un clima de guerra civil en Francia Occidental. Esto obligó a Carlos el Calvo a concederle por el tratado de Entrammes en 863 la región situada entre el río Sarthe y el río Mayenne, y por el tratado de Compiègne de 867 una región que comprendía el Cotentin, probablemente la región de Avranches así como las islas Anglo Normandas. Al extenderse hacia el este, Bretaña aumenta su integración en el mundo carolingio y la francización de sus élites. La amenaza vikinga está de momento contenida, bien mediante una serie de acuerdos, bien mediante la fuerza militar.

### Alano el Grande
Después del asesinato de Salomón en 874, la monarquía bretona entra en un período crítico. Sus asesinos, Gurwant y Pascweten, y luego sus hijos, se reparten el reino. Recurren a mercenarios vikingos que asuelan el reino. Ante sus ataques imprevistos, la caballería bretona se muestra inadaptada. Las élites bretonas eligen transigir con los vikingos en vez de combatirlos, lo que provoca una huida de la población. El reinado de Alano el Grande de 890 a 907 permite restablecer temporalmente la paz en el reino, pero la soberanía sobre el Cotentin, el Anjou y la Mayenne ya no es más que teórica. A su muerte la amenaza vikinga culmina, entre 907 y 937, y se inicia un proceso de colonización, principalmente en el valle del Loira, con expropiación y sumisión de la población. Emerge un embrión de poder político vikingo, comparable en su forma a lo que ocurre en el mismo período en Normandía, pero que no logrará afianzarse debido a la falta de un líder capaz de unificar a las distintas bandas rivales.

### Alano Barbatuerta
La supremacía bretona no fue restaurada hasta 939, cuando Alano Barbatuerta, nieto por vía materna de Alano el Grande, venció y expulsó definitivamente a los vikingos en la batalla de Trans. Exiliado desde 919 en la corte del rey de Inglaterra, Athelstan, Barbatuerta había vuelto a Bretaña en 936, acompañado por una tropa de ingleses y exiliados bretones. Lo hizo a iniciativa de Juan, abad de Landévennec, que había reclutado un pequeño ejército de resistentes bretones. Tras varias batallas victoriosas, se reconoció a Alano Barbatuerta el título de Brittonum dux en 938.
La península se quedaba sin embargo profundamente marcada por las acciones de los vikingos que, si bien habían abandonado las tierras bretonas, seguían con sus ataques en el mar y los pueblos costeros. La emigración de la aristocracia y de los monjes, aunque hubiese sido temporal, había socavado las estructuras del poder bretón. La emergencia de Rennes y de Nantes como capitales marginalizó el oeste de la península alejándolo del juego político. Este aislamiento se vio agravado por la ruptura de los contactos marítimos entre Bretaña y las islas británicas debido a los ataques vikingos.
El territorio de Bretaña hubo de volver a los límites de la época de Erispoe, con Alano Barbetorte controlando directamente los condados de Cornualles, Vannes y Nantes. Sus títulos fueron simplemente de duque, no de rey, y tuvo que rendir homenaje al rey Luis IV de Francia, en 942. El reino de Bretaña se había convertido así en ducado de Bretaña, estado vasallo del rey de Francia, que acabaría incorporándose al reino de Francia en 1532.